# Мартин Боруля (фільм, 1953)
«Мартин Боруля» — український радянський фільм-спектакль Київського державного українського драматичного театру ім. І. Франка за однойменною п'єсою Івана Карпенка-Карого, знятий у 1953 році на Київській кіностудії художніх фільмів. Режисер спектаклю — Гнат Юра, режисер фільму — Олексій Швачко.
Головний герой фільму — чиншовик Мартин Боруля вирішив стати дворянином через сварку з паном Красовським. Своє і своїх дітей життя він заздалегідь влаштовує по-панськи, не знаючи, скільки клопоту принесе йому ця затія.

## Сюжет
Шляхтич Мартин Боруля показує своєму повіреному Трандалеєву документ, який засвідчує право Борулі на отримання дворянства. Шляхтич мріє, що ставши дворянином, виграє суд проти поміщика Красовського, в якого він орендує землю. Річ у тому, що Красовський назвав Борулю «бидлом», якого це неабияк образило. Трандалеєв тим часом також є повіреним Красовського, щоб у будь-якому разі отримати гроші за свої послуги.
Впевнений, що дворянство буде отримане, Мартин повчає дочку Марисю не говорити більше «по-мужичому», називати його «папінька». Марися зустрічається з Миколою, та батько хоче видати її за чиновника Націєвського. Брат Марисі, Степан, хвалиться перед Миколою своєю «умственною роботою» в земському суді, на що Микола відповідає: «краще б рови копав».
Пізніше Гервасій, батько Миколи, приходить до Мартина, щоб обговорити одруження Миколи з Марисею. Мартин проти — він бажає видавати дочку лише за дворянина. Несподівано приїжджає наймит Омелько, посланий раніше з Трандалеєвим владнати справу з документами. Він повідомляє, що за документи на дворянство треба дати хабар. Мартин обурений, але погоджується.
Наступного ранку Омелько повертається ні з чим: він напився і його обікрали. Далі надходить новина, що Красовський вимагає виселити Мартина з орендованої землі. Мартин попри все мріє, що дворянство вирішить його проблеми і тоді він помститься всім кривдникам. Дочці він наказує сидіти й нічого не робити, як належить панам.
Мартин запрошує Націєвського з наміром видати за нього Марисю. Націєвський відповідає на відмову Марисі, що спершу їм належить одружитися, а потім думати про кохання, співає їй серенаду російською мовою. Але потім, підслухавши розмову Мартина та його дружини Палажки, Націєвський вирішує, що його обманули й Марися вже має дитину. Тому він іде розважитися в шинок. Омелько потім розповідає про це Мартину, який вже готував весілля. Мартин після цього нездужає.
Степан повертається додому, він боїться зізнатися батькові, що його звільнено з роботи в суді. Гервасій радить йому не бути, як Мартин, і не шукати дворянства. Невдачі Мартина завершуються тим, що йому відмовляють у дворянстві, бо в документах його прізвище записане «Беруля». Розчарований, він піддається на вмовляння Гервасія спалити документи. Він погоджується, щоб Марися вийшла за Миколу.

## У ролях
- Гнат Юра — Мартин Боруля, чиншовик
- Варвара Чайка — Палажка, дружина Мартина
- Ольга Кусенко — Марися, дочка Мартина та Палажки
- Сергій Олексієнко — Степан, син Мартина та Палажки
- Мар'ян Крушельницький — Омелько, наймит Борулі
- Семен Лихогоденко — Трохим, наймит Борулі
- Григорій Тесля — Гервасій Гуляницький, чиншовик
- Василь Дашенко — Микола, син Гервасія
- Дмитро Мілютенко — Протасій Пеньонжка, чиншовик
- Микола Світенко — Матвій Дульський, чиншовик
- Микола Яковченко — Трандалєв, повірений
- Олексій Омельчук — Націєвський, регістратор з ратуші